# دهه ۸۲۰ (پیش از میلاد)

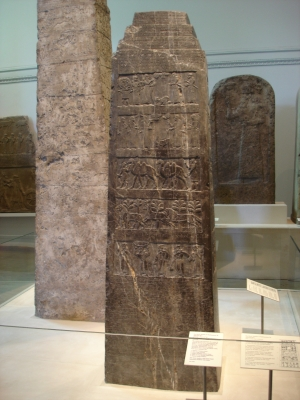
ابلیسک سیاه شلمانسر سوم که در سال 825 قبل از میلاد ساخته شد

دهه ۸۲۰ (پیش از میلاد) ۸۲مین دهه قبل از مبدا شروع تقویم میلادی است.